# Geert
Geert est un prénom masculin néerlandais d’origine germanique, signifiant «celui avec la lance». c’est l’équivalent masculin du prénom Gertrude. Son équivalent français est Gérard.

## Personnalités
- Geert Bourgeois, avocat et homme politique belge
- Geert Broeckaert, footballeur et entraîneur belge
- Geert De Vlieger, footballeur belge
- Geert Emmerechts, footballeur belge
- Geert Hofstede, psychologue néerlandais
- Geert Lambert, homme politique belge
- Geert Mak, historien et journaliste néerlandais
- Geert Omloop, coureur cycliste belge
- Geert Steurs, coureur cycliste belge
- Geert Van Bondt, coureur cycliste belge
- Geert van Istendael, écrivain belge d'expression néerlandaise
- Geert Verheyen, coureur cycliste belge
- Geert Versnick, homme politique belge flamand
- Geertgen tot Sint Jans, en français Gérard de Saint-Jean, peintre hollandais de l'école des Primitifs flamands
- Geert Wilders, homme politique néerlandais